# Иона (Архангельский)
Митрополи́т Ио́на Арха́нгельский (умер 29 марта 1627, Спасо-Прилуцкий монастырь) — митрополит Сарский и Подонский.

## Биография
Происхождение митрополита Ионы неизвестно. Возможно, прозвище Архангельский происходит от храма, в котором он начинал служение. Не исключено, что ранний период его жизни был связан с Димитриевым Прилуцким монастырём, где он поселился, уйдя на покой.
С 1589 года по 1608 год он был настоятелем Троицкого Данилова монастыря в Переяславле-Залесском. В 1589 году был в Москве на соборе об учреждении патриаршества.
В начале 1613 года хиротонисан во епископа Сарского и Подонского с возведением в сан митрополита. На Земском соборе 1613 года подписался третьим на грамоте по избранию на царство Михаила Фёдоровича. С 1614 года, после смерти Казанского митрополита Ефрема, заведовал патриаршими делами до возвращения из плена митрополита Филарета.
В делах церковного управления он показал себя очень жестоким и неосмотрительным в своих действиях. Он без суда и следствия, а лишь по доносу лишил Вологодского епископа Нектария святительского сана и заточил его в Кирилло-Белозерский монастырь. В другой раз необыкновенную жестокость проявил митрополит Иона по отношению к исправителям Требника — архимандриту Троице-Сергиева монастыря Дионисию и старцу Арсению, которые были заточены им в монастыри, даже подвергнуты мучениям и издевательствам.
24 июня 1619 года участвовал в избрании и посвящении в сан патриарха митрополита Филарета.
До сведения патриарха Филарета дошло донесение двух московских священников, что митрополит Иона не велел им крестить принявших православие ляхов Яна Слободского и Матфея Свентицкого, а миропомазав, допустил их к святому причастию. Делалась ссылка, по указанию Ионы, на древнерусскую практику по «Вопрошанию Кирика к Нифонту». Патриарх вызвал к себе на объяснение митрополита и упрекал его, что Иона вводит нечто новое, не приказывая перекрещивать латинян. Патриарх поставил вопрос на повестку дня освященного собора 16 октября 1620 года. 4 декабря решением Собора митрополит Иона был прощён, а 16 декабря вместе со всеми иерархами подписал Указ о «белорусцах» на том же соборе.
С 1624 года пребывал на покое в Спасо-Прилуцком Вологодском монастыре, где и скончался 29 марта 1627 года. Погребён на кладбище Спасо-Прилуцкого монастыря, против алтаря соборной церкви.